# سلول الکتروشیمیایی فلز–هوا

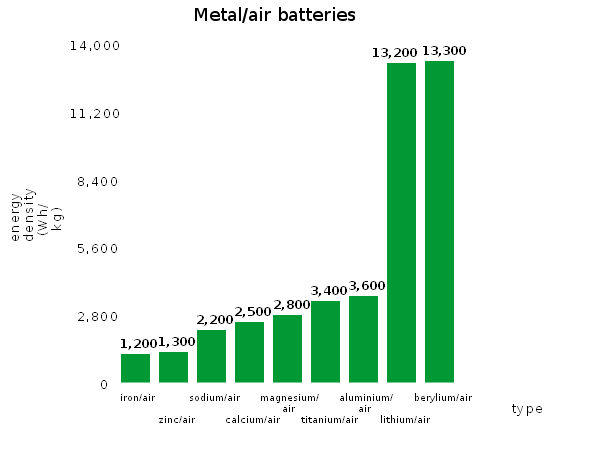
در نمودار انواع باتری‌های فلز-هوا و ظرفیت اسمی هر یک نشان داده شده‌است.

سلول‌های (پیل‌های) الکتروشیمیایی فلز–هوا (به انگلیسی: Metal–air electrochemical cell) گونه‌ای از سلول‌های الکتروشیمیایی هستند که در آن از یک آند فلزی و یک کاتد بیرونی که در واقع همان هوای اطراف است و یک الکترولیت (معمولاً آبی) تشکیل شده‌است. باتری لیتیم–هوا و آلومینیم–هوا نمونه‌هایی از این نوع پیل‌ها هستند.
یک سلول الکتروشیمیایی فلز هوا استفاده می کند از  آندی که ساخته شده است از یک فلز خاص و یک کاتد خارجی از هوای محیط.
نوعاً به صورت استفاده از الکترولیت آبی یا آلی هستند و در هنگام تخلیه یک سلول الکتروشیمیایی فلز- هوا یک واکنش کاهشی در کاتد هوای محیط رخ می دهد، هنگامی که آند فلزی اکسید می شود.
ظرفیت مخصوص و چگالی انرژی یک سلول های الکتروشیمیایی فلز- هوا از باتری های لیتیم یون بیشتر است و آن‌ها را به عنوان یک گزینه برتر برای استفاده در وسایل نقلیه الکتریکی مطرح می کند. 
اگرچه عوارض مرتبط با آند فلزی، کاتالیست و الکترولیت مانع از توسعه و اجرای باتری های فلز- هوا می شود. هر چند برخی از آن‌ها کاربردهای تجاری هم دارند.

-1- باتری های لیتیوم - هوا

چگالی انرژی قابل توجه بالای فلز لیتیوم (تا 3458 وات بر کیلوگرم) از طراحی باتری های لیتیوم - هوا الهام گرفته است. یک باتری لیتیوم - هوا از یک الکترود جامد لیتیوم ، یک الکترولیت اطراف این الکترود و یک الکترود هوای محیط حاوی اکسیژن تشکیل شده است. باتری های لیتیوم - هوا را می توان بر اساس الکترولیت استفاده شده و ساختار سلول الکتروشیمیایی بعدی به چهار زیر مجموعه تقسیم کرد. این دسته های الکترولیت ها حالت آبزی، آبی، مخلوط آبی / غیر شگفت انگیز و حالت جامد هستند که همه مزایا و معایب مشخص خود را دارند. با این وجود، بازده باتری های لیتیوم-هوا هنوز با تخلیه ناقص در کاتد، شارژ بیش از حد پتانسیل تخلیه و پایداری جزء ، محدود می شود. در هنگام تخلیه باتری های لیتیوم - هوا، یون سوپراکسید (O2−) تشکیل شده با الکترولیت یا سایر اجزای سلول واکنش می دهد و از شارژ مجدد باتری جلوگیری می کند. 

2-1- باتری های سدیم - هوا

باتری های سدیم هوا با امید به غلبه بر بی ثباتی باتری مرتبط با سوپراکسید در باتری های لیتیوم هوا ارائه شده است. سدیم با تراکم انرژی 1605 وات بر کیلوگرم ، چگالی انرژی بالای لیتیوم را ندارد. با این حال، می تواند یک سوپراکسید پایدار (NaO2) در مقابل سوپراکسید تحت واکنش های ثانویه مخرب تشکیل دهد. از آنجا که NaO2 برگشت پذیر است و تا حدی به اجزای اصلی تجزیه می شود ، این بدان معنی است که باتری های سدیم-هوا دارای ظرفیت ذاتی برای شارژ مجدد هستند. باتری های سدیم هوا فقط با الکترولیت های بی آب و بی آب می توانند کار کنند. هنگامی که یک الکترولیت DMSO با سدیم تری فلوئورومتان سولفونیمید تثبیت شد، بالاترین ثبات دوچرخه سواری باتری سدیم هوا (150 چرخه) به دست آمد. 

3-1- باتری های پتاسیم - هوا

باتری های پتاسیم - هوا نیز با امید به غلبه بر بی ثباتی باتری مرتبط با سوپراکسید در باتری های لیتیوم - هوا پیشنهاد شدند. در حالی که فقط دو تا سه چرخه تخلیه شارژ باتری های هوای پتاسیم به دست آمده است، اما تفاوت فوق العاده کم توان فقط 50 میلی ولت را ارائه می دهند. 

4-1- روی - هوا

از باتری های روی - هوا برای سمعک و دوربین فیلمبرداری استفاده می شود.

5-1- منیزیم - هوا

6-1-کلسیم - هوا

7-1- آلومینیوم - هوا

8-1- آهن - هوا

باتری های قابل شارژ آهن- هوا یک فناوری جذاب با ظرفیت ذخیره انرژی در مقیاس شبکه است. ماده اولیه اصلی این فناوری اکسید آهن (زنگ زدگی) است که فراوان، غیر سمی، ارزان و سازگار با محیط زیست است. بیشتر باتری های تولید شده در حال حاضر از اکسید آهن (بیشتر پودرها) برای تولید / ذخیره هیدروژن از طریق واکنش Fe/FeO کاهش / اکسیداسیون (ردوکس)  (Fe + H2O ⇌ FeO + H2)استفاده می کنند. در رابطه با یک پیل سوختی ، این سیستم را قادر می سازد تا مانند یک باتری قابل شارژ که از طریق تولید / مصرف برق باعث ایجاد H2O/H2 می شود، رفتار کند. بعلاوه، این فناوری حداقل تأثیرات زیست محیطی دارد زیرا می تواند برای ذخیره انرژی از منابع متناوب خورشیدی و بادی مورد استفاده قرار گیرد و یک سیستم انرژی با انتشار دی اکسید کربن کم ایجاد کند.

روش کار سیستم می تواند با استفاده از واکنش اکسایش اکسید Fe/FeO شروع شود، سپس هیدروژن ایجاد شده در طی اکسیداسیون آهن توسط یک پیل سوختی همراه با اکسیژن هوا برای ایجاد برق مصرف می شود. هنگامی که باید برق ذخیره شود، هیدروژن تولید شده از آب با کارکرد معکوس سلول سوختی در هنگام کاهش اکسید آهن به آهن فلزی مصرف می شود. ترکیبی از هر دو این چرخه ها باعث می شود سیستم به عنوان یک باتری قابل شارژ هوا و هوا کار کند.
محدودیت های این فناوری از مواد استفاده شده ناشی می شود. به طور کلی، بسترهای پودری اکسید آهن انتخاب می شوند، با این وجود، پخت سریع و پودر شدن پودرها، توانایی دستیابی به تعداد زیاد چرخه و در نتیجه ظرفیت کمتر را محدود می کند. روش های دیگری که در حال حاضر تحت بررسی هستند، مانند چاپ سه بعدی  و یخ زدایی به دنبال ایجاد امکان ایجاد مواد معماری هستند تا بتوانند سطح و حجم زیاد را در طول واکنش ردوکس تغییر دهند.